# Eleccions al Dáil Éireann de setembre de 1927

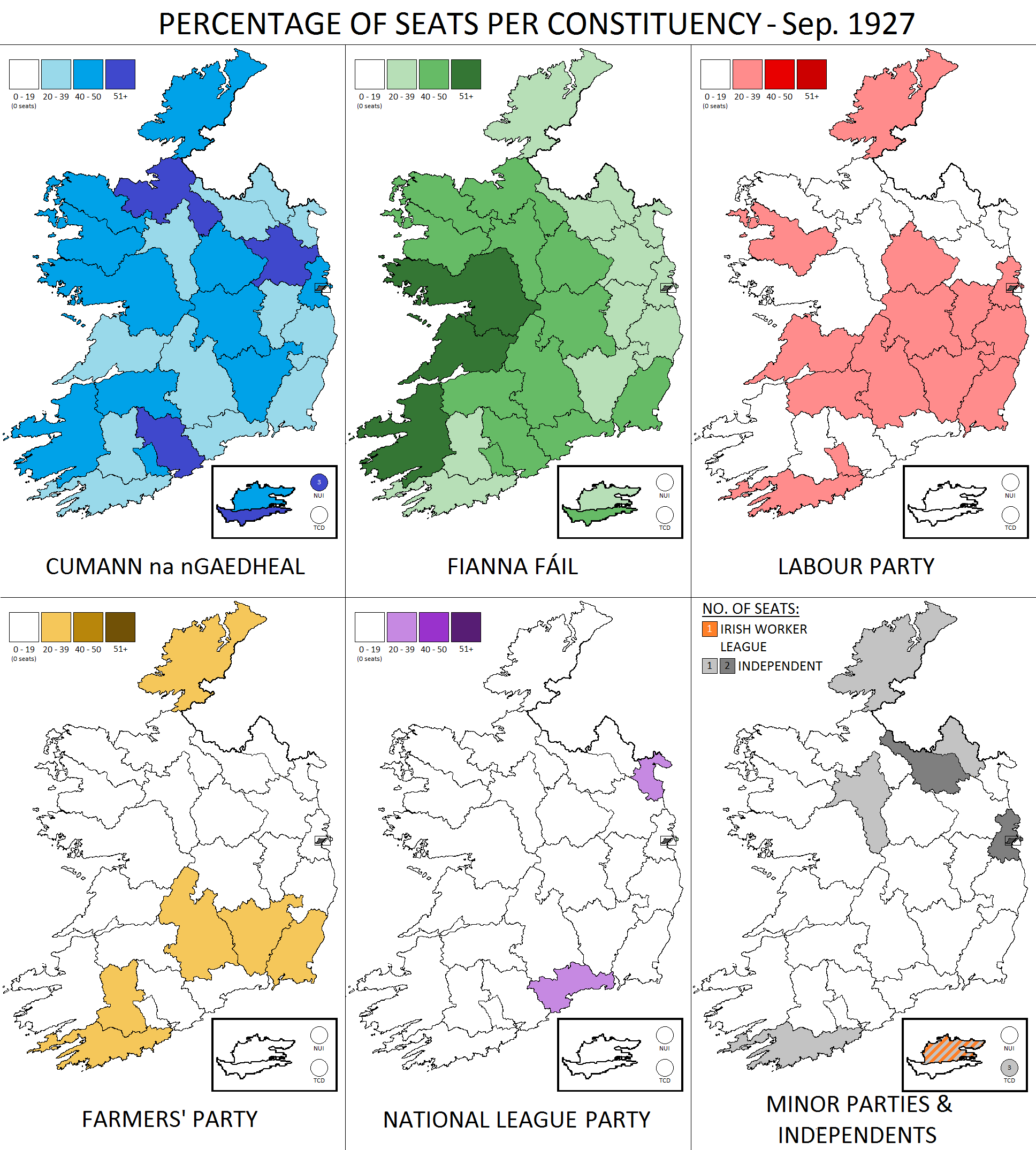
Resultats per circumscripcions i partits

Les eleccions al Dáil Éireann de setembre de 1927 es van celebrar el 15 de setembre de 1927 per a renovar els 153 diputats del Dáil Éireann, convocades després que el Fianna Fáil decidís ocupar els seus escons. Cumann na nGaedhael va formar un govern de coalició amb laboristes i altres forces.

## Resultats
| Partit                         | Líder               | Vot popular | %     | Escons |
| Cumann na nGaedhael            | William T. Cosgrave |             | 39,8% | 61     |
| Fianna Fáil                    | Éamonn de Valera    |             | 37,3% | 57     |
| Laborista                      | Thomas Johnson      |             | 8,5%  | 13     |
| Farmer's Party                 | Michael Heffernan   |             | 3,9%  | 6      |
| Partit de la Lliga Nacional    | William Redmond     |             | 1,3%  | 2      |
| Lliga del Treballador Irlandès | James Larkin        |             | 0,6%  | 1      |
| Sinn Féin                      | John J. O'Kelly     |             |       | 0      |
| Independents                   |                     |             | 7,8%  | 12     |